# Johann Christian Huth
Johann Christian Huth (* 1726 in Waltershausen; † 23. Mai 1804 in Halberstadt) war ein preußischer Architekt und Baubeamter im Fürstentum Halberstadt sowie Autor. 

## Leben
Huth stammte aus dem Herzogtum Sachsen-Gotha und wurde königlich preußischer Landbaumeister im Fürstentum Halberstadt. Gleichzeitig war er Mitglied der Halberstädtischen literarischen Gesellschaft.

## Hauptwerke
- 1784: Kirche St. Maria Magdalena in Braunschwende
- 1801: Neues Schulhaus in Friedrichsbrunn

## Schriften (Auswahl)
- Nachricht von dem Entstehen des Schwamms in denen Gebäuden und von dem sichersten Mittel, selbigen zu verhüten. Dem Publico zum Besten mitgetheilet von J. C. Huth. Königl. Preuß. Landbaumeister des Fürstenthums Halberstadt, Halberstadt: Groß, 1776
- Das sicherste und beste Mittel den Zug des Rauchs durch die Schornsteine zu befördern, und dadurch das Rauchen in denen Häusern zu verhüten. Nebst einem Unterricht von Anlegung guter Rauchkammern, herausgegeben von J. C. Huth, Königl. Preuß. Land-Baumeister des Fürstenthums Halberstadt, 2. Aufl.,  Halberstadt: Johann Heinrich Groß, 1776.
- Gründliche Untersuchung derer Ursachen von der Festigkeit des alten Mauerwerks nebst einem aufrichtigen Unterricht von gehöriger Zubereitung des Kalks zu einem festbindenden Kalkmörtel, um ein eben so festes Mauerwerk als in den alten Zeiten auf die wohlfeilste Art zu machen, herausgegeben von J. C. Huth. Königl. Preuß. Landbaumeister des Fürstenthums Halberstadt, Halberstadt: Groß, 1777
- Die kürzeste und leichteste Art zu rechnen, nach Anleitung der de Reesischen allgemeinen Regel der Rechenkunst, durch welche alle in der Regeldetri, sowol simplici und composita, als auch directa und inversa vorkommende Aufgaben, sie mögen aus so vielen Sätzen bestehen als sie wollen, auf einerley Art und mit einem Male, ohne vieles Nachdenken, kurz und leicht ausgerechnet werden können, Zweyte verbesserte und vermehrte Auflage, Halberstadt: Groß, 1778.
- Kurzer und deutlicher Unterricht zu Zeichnung und Anlegung der Wohn- und Landwirthschaftsgebäude. Für Anfänger, Bauleute und Liebhaber der Baukunst, entworfen von J. C. Huth, Königl. Preuß. Landbaumeister des Fürstenthums Halberstadt und der halberstädtschen litterarischen Gesellschaft Mitglied, Halle: Hemmerde, 1787
- Die nöthigsten Kenntnisse zur Anlegung, Beurtheilung und Berechnung der Wasser-Mühlen und zwar der Mahl- Oel- und Säge-Mühlen für Anfänger und Liebhaber der Mühlenbaukunst, mit 15 Kupfer-Tafeln / Herausgegeben von Johann Christian Huth, Königl. Preußl. Landbaumeister des Fürstenthums Halberstadt und der Halberstädt. litter. Gesellschaft Mitglied,
- Anfangsgründe der Mechanik oder Bewegungskunst, mit 5 Kupfertafeln, Halberstadt: Mevius, 1788.
- Vermehrtes und verbessertes Handbuch für Bauherrn und Bauleute zu Verfertigung und Beurtheilung der Bauanschläge von Wohn- und Landwirthschaftsgebäuden, Halle: Hemmerde, Schwetschke, 1795.